# Mandy Mohamed
Pour les articles homonymes, voir Mohamed.
Mandy Mohamed, née le 23 février 2000 au Caire, est une gymnaste artistique égyptienne.

## Carrière
Mandy Mohamed est médaillée d'or par équipes et au sol et médaillée d'argent à la poutre aux Jeux africains de 2019.